# Regenboogstekelmakreel
De Regenboogstekelmakreel (Elagatis bipinnulata) is een straalvinnige vis uit de familie van horsmakrelen (Carangidae) en behoort derhalve tot de orde van baarsachtigen (Perciformes). De vis kan een lengte bereiken van 100 cm.

## Leefomgeving
Elagatis bipinnulata is een snelzwemmende zoutwatervis. De vis prefereert een subtropisch en tropisch klimaat en heeft zich verspreid over de drie belangrijkste oceanen van de wereld (Grote, Atlantische en Indische Oceaan). Bovendien komt Elagatis bipinnulata voor in de Middellandse Zee. De diepteverspreiding is 0 tot 150 m onder het wateroppervlak. De vis bevindt zich meestal in dieper water, maar wordt ook vaak langs de buitenzijde van koraalriffen aangetroffen. Hij leeft in scholen, en wordt aangetrokken door de belletjes die duikers produceren.

## Anatomie
De vis heeft een ovaal, slank en langwerpig lichaam met twee lichtblauwe horizontale strepen van elkaar gescheiden door een groenachtige of geelachtige streep. Hij heeft een gevorkte spitse en geelachtige staart.

## Relatie tot de mens
Elagatis bipinnulata is voor de visserij van groot commercieel belang. In de hengelsport wordt er weinig op de vis gejaagd.
Voor de mens is Elagatis bipinnulata bij consumptie potentieel gevaarlijk, omdat er vermeldingen van ciguatera-vergiftiging zijn geweest.